# Stairway
Stairway foi uma banda de new age da Inglaterra.  